# John Kucera
John Kucera (* 17. September 1984 in Calgary, Alberta) ist ein ehemaliger kanadischer Skirennläufer. Der Allrounder war zu seiner aktiven Zeit als mehrmaliger nationaler Meister einer der erfolgreichsten aktiven kanadischen Skiläufer. Obgleich er im Weltcup, besonders im Super-G, erfolgreich startete und dort seinen einzigen Sieg verbuchen konnte, gewann er seinen größten Titel, die Goldmedaille bei den Weltmeisterschaften 2009, in der Abfahrt. Auch im Riesenslalom ging der Kanadier erfolgreich an den Start wie auch im Slalom, was für ihn eine gute Situation für die Alpine Kombination bildete, in der er ebenfalls mehrere Top-Ten-Ergebnisse erreichte.

## Biografie
Kucera, dessen Eltern 1981 aus der Tschechoslowakei ausgewandert waren, bestritt im Alter von fünf Jahren sein erstes Skirennen. Ab Ende 1999 ging er regelmäßig bei FIS-Rennen an den Start, ein knappes Jahr später auch im Nor-Am Cup. Hier entwickelte er sich in der Folge zu einem der stärksten Läufer in den Disziplinen Abfahrt, Super-G und Riesenslalom. Bei den Juniorenweltmeisterschaften 2003 in Serre Chevalier platzierte er sich am 5. März 2003 auf dem zehnten Rang im Super-G, im Jahr darauf wurde er am 10. Februar 2004 in Maribor Zwölfter in der Abfahrt. Auch bei den Kanadischen Meisterschaften steigerte er sich, nachdem er schon 2002 im Riesenslalom erstmals unter die Top Ten gekommen war und zwei Tage später belegte er Rang 20 im Super-G. Als Fünfter in den beiden Speed-Disziplinen bei den Meisterschaften im März 2004 empfahl er sich für die Skinationalmannschaft, in die er zu Saisonbeginn 2004/05 aufgenommen wurde. In jenem Winter entschied er im Nor-Am Cup sowohl die Gesamtwertung als auch die Disziplinenwertungen von Super-G und Abfahrt, ebenso bestritt er seine ersten Weltcupwettkämpfe. Am 14. Januar 2005 gewann er in der Kombination von Wengen als Zwölfter erstmals Weltcuppunkte. Er reiste zu den Weltmeisterschaften 2005 in Bormio, wo er zwar im Eröffnungsbewerb (Super-G) nur Rang 25 belegte, danach aber sowohl in der Abfahrt (als 16.) als auch in der Kombination (als Neunter) bester Kanadier wurde. In den restlichen Weltcuprennen der Saison platzierte sich Kucera jeweils um den 30. Rang, sodass er noch weitere Punkte für den Weltcup holte, den Anschluss an die Spitzenfahrer fand er jedoch noch nicht. Am Ende der Saison bestritt er ausschließlich Wettbewerbe im Nor-Am Cup, um sich dort die Gesamtwertung zu sichern, was ihm auch gelang.
Auch im Winter 2005/06 blieb Kucera hinter der Weltspitze zurück und konnte sich nur in zwei Kombinationen jeweils auf Rang 15 platzieren (Val-d’Isère am 11. Dezember 2005 und Chamonix am 3. Februar 2006). Dennoch nominierte der Verband ihn zu den Olympischen Winterspielen 2006 in Turin, bei denen er 17. in der Kombination, 22. im Super-G und 27. in der Abfahrt wurde. Wenngleich er gegen Saisonende erneut gute Leistungen im Nor-Am Cup zeigte, klassierte er sich in der Gesamtwertung als Achter. Die nationalen Meisterschaften beendete er mit dem Doppelsieg in Super-G und Riesenslalom.
Obwohl Kucera zuvor im Weltcup nie unter den besten zehn gewesen war, gelang ihm zu Beginn der Saison 2006/07 beim Super-G in Lake Louise überraschend sein einziger Weltcupsieg (26. November 2006). Mit der Startnummer eins hatte er eine Zeit vorgelegt, an der auch die ihm folgenden Favoriten scheiterten. Gleichzeitig beendete er damit eine Misserfolgsserie der Skiläufer seines Landes, die durch Felix Belczyk am 25. Februar 1988 in Leukerbad den bisher einzigen Weltcupsieg im Super-G gefeiert hatten. Diese Leistung bestätigte er in Gröden, als er ebenfalls im Super-G Dritter wurde. Mit weiteren Top-Ten-Ergebnissen ging er bei den Skiweltmeisterschaften 2007 in Åre an den Start, wo sein bestes Resultat der zwölfte Platz im Riesenslalom war. Seine bis dahin erfolgreichste Saison beendete er auf dem dritten Rang der Super-G-Disziplinenweltcup.
Im Weltcup 2006/07 setzte Kucera seine guten Resultate fort, ihm gelang gleich am 15. Dezember 2006 der dritte Platz beim Super-G in Val Gardena. Ein weiteres Podiumsresultat blieb aus; dieses verpasste er am 17. Dezember 2006 als Fünfter im Riesenslalom auf der Gran Risa in Alta Badia mit 0,29 s Rückstand nur knapp. Die weitere Bilanz waren acht Plätze zwischen 12 und 20 und vier weitere, die mit Punkten bonifiziert wurden. Bei den Skiweltmeisterschaften 2007 in Åre war Rang 12 im Riesentorlauf am 14. Februar sein bestes Resultat. Mit drei weiteren Goldmedaillen in Super-G, Kombination sowie Abfahrt nahm er auch jenen Winter erfolgreich an den Kanadischen Meisterschaften teil.
Im Winter 2007/08 waren Rang 4 um Riesentorlauf von Alta Badia am 16. Dezember 2007 (um 0,09 s Rang 3 versäumt), Rang 5 im Super-G von Kitzbühel am 18. Januar 2008 und im Riesentorlauf von Whistler Mountain am 23. Februar 2008 seine herausragendsten Resultate. In Summe gab es noch sechs weitere Top-Ten- und 13 sonstige Ergebnisse, die sein Weltcuppunkte-Konto aufstockten, womit er im Gesamtweltcup mit 528 Punkten auf Rang 13 kam (Sieg: Bode Miller mit 1409 Punkten).
Der Winter 2008/09 begann am 30. November 2008 mit einem zweiten Rang im Super-G, wiederum in Lake Louise, dem Rang 6 im Super-G von Beaver Creek am 6. Dezember 2008 folgte. In den folgenden Rennen verpasste er jedoch immer die Top 10. Diese Serie endete erst, als er in seinem letzten Wettkampf vor den Weltmeisterschaften Sechster der Kombination von Kitzbühel wurde (25. Januar 2009). Die Skiweltmeisterschaften 2009 in Val-d’Isère begann er mit einem guten sechsten Rang im Super-G, den er am 7. Februar 2009 übertraf, als er die Goldmedaille in der Abfahrt gewann und so Weltmeister wurde. Wie nur wenigen anderen Fahrern, darunter den beiden Schweizer Medaillengewinnern Didier Cuche und Carlo Janka, gelang Kucera (mit Start-Nr. 2) dabei eine nahezu fehlerfreie Fahrt, die auch dadurch begünstigt wurde, dass er – anders als der Großteil der speziell ab Nr. 17 startenden Topfahrer – gute Sichtverhältnisse hatte; diese verschlechterten sich wegen Nebels. Durch diese Leistung erreichte er den ersten großen Titel bei den Männern im alpinen Bereich für sein Land (bislang war das Abfahrts-Silber von Jan Hudec zwei Jahre zuvor in Åre das „Bestresulat“ gewesen), und dies, obwohl Kucera sich in dieser Disziplin zuvor nie unter den besten fünf im Weltcup klassiert hatte. Kucera selbst begründete seinen Erfolg, der von vielen Medien als Sensation gehandelt wurde, damit, dass er ein guter Super-G-Fahrer sei und ihm die Strecke daher entgegengekommen wäre. Der Saisonabschluss gelang mit drei weiteren Top-Ten-Rängen in der Abfahrt recht beachtlich. Dadurch klassierte er sich im Gesamt-Weltcup auf Rang 24 (363 Punkte) mit den entscheidenden Teil-Ergebnissen Rang 19 Abfahrt (143 Punkte), Rang 9 Super-G (138 Punkte) und Rang 13 in der Super-Kombination (77).
Nach Rang 6 vom Vortag in der Abfahrt, erlitt Kucera am 29. November 2009 bei seinem Sturz in dem von seinem Landsmann Manuel Osborne-Paradis gewonnenen Super-G von Lake Louise einen offenen Schien- und Wadenbeinbruch im linken Unterschenkel. Er konnte daher für den Rest der Saison 2009/10 keine Rennen bestreiten und fehlte auch bei den Olympischen Winterspielen 2010 in seinem Heimatland. Auch in der Saison 2010/11 konnte er an keinen Wettkämpfen teilnehmen. Er bestritt als Vorbereitung zur Rückkehr in den Weltcup mehrere Rennen als Vorläufer, verletzte sich dabei aber erneut am linken Schienbein. In der Folge musste er 2011/12 eine weitere Saison pausieren.
Erst im November 2012 kehrte Kucera nach dreijähriger Wettkampfpause in den Weltcup zurück. Nur einmal während des Winters 2012/13 konnte er sich jedoch in insgesamt von ihm bestrittenen elf bestrittenen Speed-Bewerben in den Weltcup-Punkterängen klassieren (Platz 14 im Super-G von Lake Louise am 25. November 2012). Auf Grund einer Innenohr-Erkrankung litt er an einer chronischen Funktionsstörung des Gleichgewichtsorgans und konnte im Winter 2013/14 erneut keine Rennen bestreiten. Am 24. April 2014 gab er seinen Rücktritt vom Spitzensport bekannt und kündigte an, dass er künftig als Trainer arbeiten wolle.

## Erfolge

### Olympische Spiele
- Turin 2006: 17. Kombination, 22. Super-G, 27. Abfahrt

### Weltmeisterschaften
- Bormio 2005: 9. Kombination, 16. Abfahrt, 25. Super-G
- Åre 2007: 12. Riesenslalom, 30. Super-G, 31. Abfahrt, 32. Superkombination
- Val-d’Isère 2009: 1. Abfahrt, 6. Super-G

### Weltcup
- 3 Podestplätze, davon 1 Sieg:

| Datum             | Ort         | Land   | Disziplin |
| ----------------- | ----------- | ------ | --------- |
| 26. November 2006 | Lake Louise | Kanada | Super-G   |

### Weltcupwertungen
| 2004/05 | 100.                                | 31                                  | 52.                                 | 7                                   | 51.                                 | 2                                   | –                                   | –                                   | 12.                                 | 22                                  |                                     |                                     |                                     |                                     |
| 2005/06 | 81.                                 | 57                                  | 49.                                 | 10                                  | 37.                                 | 15                                  | –                                   | –                                   | 24.                                 | 32                                  |                                     |                                     |                                     |                                     |
| 2006/07 | 23.                                 | 370                                 | 38.                                 | 47                                  | 3.                                  | 194                                 | 15.                                 | 87                                  | 22.                                 | 42                                  |                                     |                                     |                                     |                                     |
| 2007/08 | 13.                                 | 528                                 | 17.                                 | 164                                 | 12.                                 | 159                                 | 10.                                 | 173                                 | 31.                                 | 32                                  |                                     |                                     |                                     |                                     |
| 2008/09 | 24.                                 | 363                                 | 19.                                 | 143                                 | 9.                                  | 138                                 | 50.                                 | 5                                   | 13.                                 | 77                                  |                                     |                                     |                                     |                                     |
| 2009/10 | 99.                                 | 40                                  | 34.                                 | 40                                  | -                                   | -                                   | –                                   | –                                   | –                                   | –                                   |                                     |                                     |                                     |                                     |
| 2010/11 | verletzungsbedingt keine Ergebnisse | verletzungsbedingt keine Ergebnisse | verletzungsbedingt keine Ergebnisse | verletzungsbedingt keine Ergebnisse | verletzungsbedingt keine Ergebnisse | verletzungsbedingt keine Ergebnisse | verletzungsbedingt keine Ergebnisse | verletzungsbedingt keine Ergebnisse | verletzungsbedingt keine Ergebnisse | verletzungsbedingt keine Ergebnisse | verletzungsbedingt keine Ergebnisse | verletzungsbedingt keine Ergebnisse | verletzungsbedingt keine Ergebnisse | verletzungsbedingt keine Ergebnisse |
| 2011/12 | verletzungsbedingt keine Ergebnisse | verletzungsbedingt keine Ergebnisse | verletzungsbedingt keine Ergebnisse | verletzungsbedingt keine Ergebnisse | verletzungsbedingt keine Ergebnisse | verletzungsbedingt keine Ergebnisse | verletzungsbedingt keine Ergebnisse | verletzungsbedingt keine Ergebnisse | verletzungsbedingt keine Ergebnisse | verletzungsbedingt keine Ergebnisse | verletzungsbedingt keine Ergebnisse | verletzungsbedingt keine Ergebnisse | verletzungsbedingt keine Ergebnisse | verletzungsbedingt keine Ergebnisse |
| 2012/13 | 113.                                | 18                                  | -                                   | -                                   | 36.                                 | 18                                  | –                                   | –                                   | -                                   | -                                   |                                     |                                     |                                     |                                     |
| 2013/14 | verletzungsbedingt keine Ergebnisse | verletzungsbedingt keine Ergebnisse | verletzungsbedingt keine Ergebnisse | verletzungsbedingt keine Ergebnisse | verletzungsbedingt keine Ergebnisse | verletzungsbedingt keine Ergebnisse | verletzungsbedingt keine Ergebnisse | verletzungsbedingt keine Ergebnisse | verletzungsbedingt keine Ergebnisse | verletzungsbedingt keine Ergebnisse | verletzungsbedingt keine Ergebnisse | verletzungsbedingt keine Ergebnisse | verletzungsbedingt keine Ergebnisse | verletzungsbedingt keine Ergebnisse |

### Nor-Am Cup
- Saison 2003/04: 8. Gesamtwertung, 6. Abfahrtswertung, 6. Super-G-Wertung
- Saison 2004/05: 1. Gesamtwertung, 1. Abfahrtswertung, 1. Super-G-Wertung, 4. Riesenslalomwertung
- 13 Podestplätze, davon 7 Siege

### Juniorenweltmeisterschaften
- Serre Chevalier 2003: 10. Super-G
- Maribor 2004: 12. Abfahrt, 15. Slalom, 20. Super-G

### Weitere Erfolge
- 8 kanadische Meistertitel
  - Super-G 2005, 2006 und 2008
  - Riesenslalom 2006 und 2009
  - Super-Kombination 2008
  - Abfahrt 2005 und 2008
- 7 Siege in FIS-Rennen